# Maria Edgeworth
Maria Edgeworth (1 de gener de 1767, Black Bourton- 22 de maig de 1849, Edgeworthstown), segona de vint-i-un germans, tingué una educació marcada per un pare que li transmet l'estima per la terra irlandesa, la vida i costums en el món rural, gran seguidor de la pedagogia de Jean-Jacques Rousseau. En la seva joventut manté correspondència amb Thomas Day, que l'animava a desenvolupar el seu propi pensament. L'obra Letters to literary, de 1793, és un recull d'aquest estat crític. Junt amb el seu pare va escriure Practical Education, de 1798. El 1796 escriu la primera narració per a infants per a l'obra The parent's assistents or Stories for Children, que el 1800 arriba a fer una col·lecció de sis volums. Segueix sota la supervisió i correcció de son pare fins a l'obra Castle Rackrent, en què l'escriptora aconsegueix el reconeixement absolut amb gran èxit. Més endavant escriu Belinda, de 1801, The Modern Griselda, de 1804, Leonora, de 1806, i The absentesee, de 1812. Maria fou una gran observadora de la realitat irlandesa i mostrava la seva desaprovació pels latifundis existents. La seva obra va influir en l'escriptor escocès Walter Scott. El 1817 mor el seu pare i la seva inseguretat com a escriptora fa que mantingui un període llarg sense producció literària fins al 1834, amb la novel·la Helen.